# Culture II
Albums de Migos
Culture
(2017) Culture III
(2021)
Singles
1. MotorSport
Sortie : 27 octobre 2017
2. Stir Fry
Sortie : 20 décembre 2017

Culture II est le troisième album studio du groupe américain Migos, paru le 26 janvier 2018.

## Liste des pistes
| 1.  | Higher We Go (Intro)                                           | - Metro Boomin - Quavo                                     | 4:15 |
| 2.  | Supastars                                                      | - Honorable C.N.O.T.E. - Buddah Bless - DJ Durel - Quavo   | 4:53 |
| 3.  | Narcos                                                         | - DJ Durel - Quavo                                         | 4:15 |
| 4.  | BBO (Bad Bitches Only) (featuring 21 Savage)                   | - Buddah Bless - West - DJ Durel - Quavo - Dean            | 4:11 |
| 5.  | Auto Pilot                                                     | - DJ Durel - Quavo                                         | 4:47 |
| 6.  | Walk It Talk It (featuring Drake)                              | - OG Parker - Deko                                         | 4:36 |
| 7.  | Emoji a Chain                                                  | - Metro Boomin - Dean                                      | 5:15 |
| 8.  | CC (featuring Gucci Mane)                                      | - DJ Durel - Quavo                                         | 4:19 |
| 9.  | Stir Fry                                                       | Williams                                                   | 3:10 |
| 10. | Too Much Jewelry                                               | - Metro Boomin - Zaytoven - Dean                           | 4:05 |
| 11. | Gang Gang                                                      | - Murda Beatz - The Arcade                                 | 3:01 |
| 12. | White Sand (featuring Travis Scott, Ty Dolla Sign et Big Sean) | - Wheezy - Quavo - DJ Durel - Ty Dolla Sign - Travis Scott | 3:22 |

| Disque deux | Disque deux                                   | Disque deux                                             | Disque deux | Disque deux | Disque deux | Disque deux | Disque deux | Disque deux | Disque deux |
| No          | Titre                                         | Producteur(s)                                           | Durée       |             |             |             |             |             |             |
| ----------- | --------------------------------------------- | ------------------------------------------------------- | ----------- | ----------- | ----------- | ----------- | ----------- | ----------- | ----------- |
| 13.         | Crown the Kings                               | - DJ Durel - Quavo                                      | 3:49        |             |             |             |             |             |             |
| 14.         | Flooded                                       | - Earl the Pearl - DJ Durel                             | 4:30        |             |             |             |             |             |             |
| 15.         | Beast                                         | Murda Beatz                                             | 4:20        |             |             |             |             |             |             |
| 16.         | Open It Up                                    | Cardo                                                   | 4:05        |             |             |             |             |             |             |
| 17.         | MotorSport (featuring Nicki Minaj et Cardi B) | - Murda Beatz - Cubeatz                                 | 5:03        |             |             |             |             |             |             |
| 18.         | Movin' Too Fast                               | - JSDG - Manny Flexx                                    | 4:23        |             |             |             |             |             |             |
| 19.         | Work Hard                                     | - DJ Durel - Dun Deal - Quavo                           | 5:17        |             |             |             |             |             |             |
| 20.         | Notice Me (featuring Post Malone)             | FKi                                                     | 3:53        |             |             |             |             |             |             |
| 21.         | Too Playa (featuring 2 Chainz)                | - DJ Durel - Quavo                                      | 5:12        |             |             |             |             |             |             |
| 22.         | Made Men                                      | - Nonstop da Hitman - Cassius Jay                       | 4:48        |             |             |             |             |             |             |
| 23.         | Top Down on da Nawf                           | Ricky Racks                                             | 4:55        |             |             |             |             |             |             |
| 24.         | Culture National Anthem (Outro)               | - Will Major - StaccDaGreatest - Figurez Made It - Dean | 4:43        |             |             |             |             |             |             |
| 106:18      |                                               |                                                         |             |             |             |             |             |             |             |

## Classement hebdomadaire
| Classement (2018)                   | Meilleure position |
| ----------------------------------- | ------------------ |
| États-Unis (Billboard 200)          | 1                  |
| États-Unis (Top R&B/Hip-Hop Albums) | 1                  |
| France (SNEP)                       | 6                  |